# Рослик, Владимир
Владимир Рослик (14 мая 1941 года, Сан-Хавьер — 15 апреля 1984 года, Фрай-Бентос) — врач, член Коммунистической партии Уругвая в годы уругвайской военной диктатуры 1973—1984 годов. Выпускник Университета дружбы народов им. П. Лумумбы (1969).

## Биография
В начале XX века в Уругвае появился русский город Сан-Хавьер, заселенный переселенцами из России. В годы военной диктатуры в Уругвае (1973—1984) в Сан-Хавьере проходили репрессии сторонников контактов с Советским Союзом. Символом сопротивления военной диктатуре стал уроженец Сан-Хавьера, выпускник Университета дружбы народов, член Компартии Уругвая врач Владимир Рослик.
Владимир Рослик родился 14 мая 1941 года в Сан-Хавьере, Рио-Негро. Его детство прошло в частном доме с родителями, Мигелем Росликом и Каталиной Бычковой. В семье росло пятеро детей: Владимир, Наталья, Мигель, Александра и Мария-Елена. Окончив местный лицей, Владимир Рослик уехал в Монтевидео изучать медицину. Через несколько месяцев через посольство СССР и Уругвайско-советский институт культуры (ИКУС) получил стипендию для обучения в СССР. В 1962 году улетел в Москву, где поступил учиться на медицинский факультет Университета дружбы народов имени Патриса Лумумбы.
В 1969 году, получив специальность врача, вернулся в Сан-Хавьер. Там он занялся врачебной практикой, вступил в ряды Коммунистической партии Уругвая, работал президентом Культурного центра имени Максима Горького. В 1973 году был арестован, пробыл семь дней в полицейском участке города Фрай-Бентос, административном центре департамента Рио-Негро.
После освобождения из участка подал в отставку с поста президента Культурного центра и сосредоточился на работе врача. В 1977 году женился и вновь был арестован. Был помещён в тюрьму «Либертад», расположенную недалеко от уругвайской столицы. Освобождён под залог. 22 ноября 1983 года родился сын Валерий.
15 апреля 1984 года Рослик вновь был арестован, а утром 16 апреля его супруга, Мария Забалкина, получила в морге госпиталя города Фрай-Бентос мертвое тело мужа. Официальной причиной смерти был назван сердечный приступ. Не поверив в заключение, Забалкина отвезла тело Рослика в город Пайсанду для проведения повторного вскрытия. Результаты показали, что Рослик умер насильственной смертью от пыток. Гибель Рослика стала общеизвестной и вызвала в Уругвае большой резонанс. На похороны Рослика съезжались сотни людей со всей страны.

## Память
Забалкина основала фонд имени Рослик. На участке земли, купленном семьей под новый дом, была построена поликлиника. Именем Рослика назван участок автодороги от Сан-Хавьера к городу Пайсанду.
В Сан-Хавьере ему установлено несколько памятников.
В 2009 году в Сан-Хавьере в ходе памятных мероприятий, посвященных 25-й годовщине смерти Владимира Рослика была выдвинута инициатива провозгласить 16 апреля в Уругвае Национальным днем борьбы с пытками.
В сентябре 2009 года мэрия Монтевидео по ходатайству Культурного центра им. М. Горького, поддержанному Посольством России в Уругвае, приняла решение о присвоении столичной площади на пересечении улиц Чарруа, Яро и Эмилио Фругони имени Владимира Рослика.